# Sadowice (Kąty Wrocławskie)
Sadków (deutsch Sadewitz; 1937–1945 Schill) ist ein Dorf in der Stadt- und Landgemeinde Kąty Wrocławskie (Kanth) im Powiat Wrocławski (Kreis Breslau) in der Woiwodschaft Niederschlesien in Polen

## Lage
Nachbarorte sind Stoszyce (Stöschwitz) im Nordwesten, Wszemiłowice (Schimmelwitz) im Südwesten, Sadkówek (Klein Schottgau) im Süden, Romnów (Rommenau) im Norden, Małkowice (Malkwitz) im Nordosten, Sadków (Groß Schottgau) im Osten. 

## Geschichte

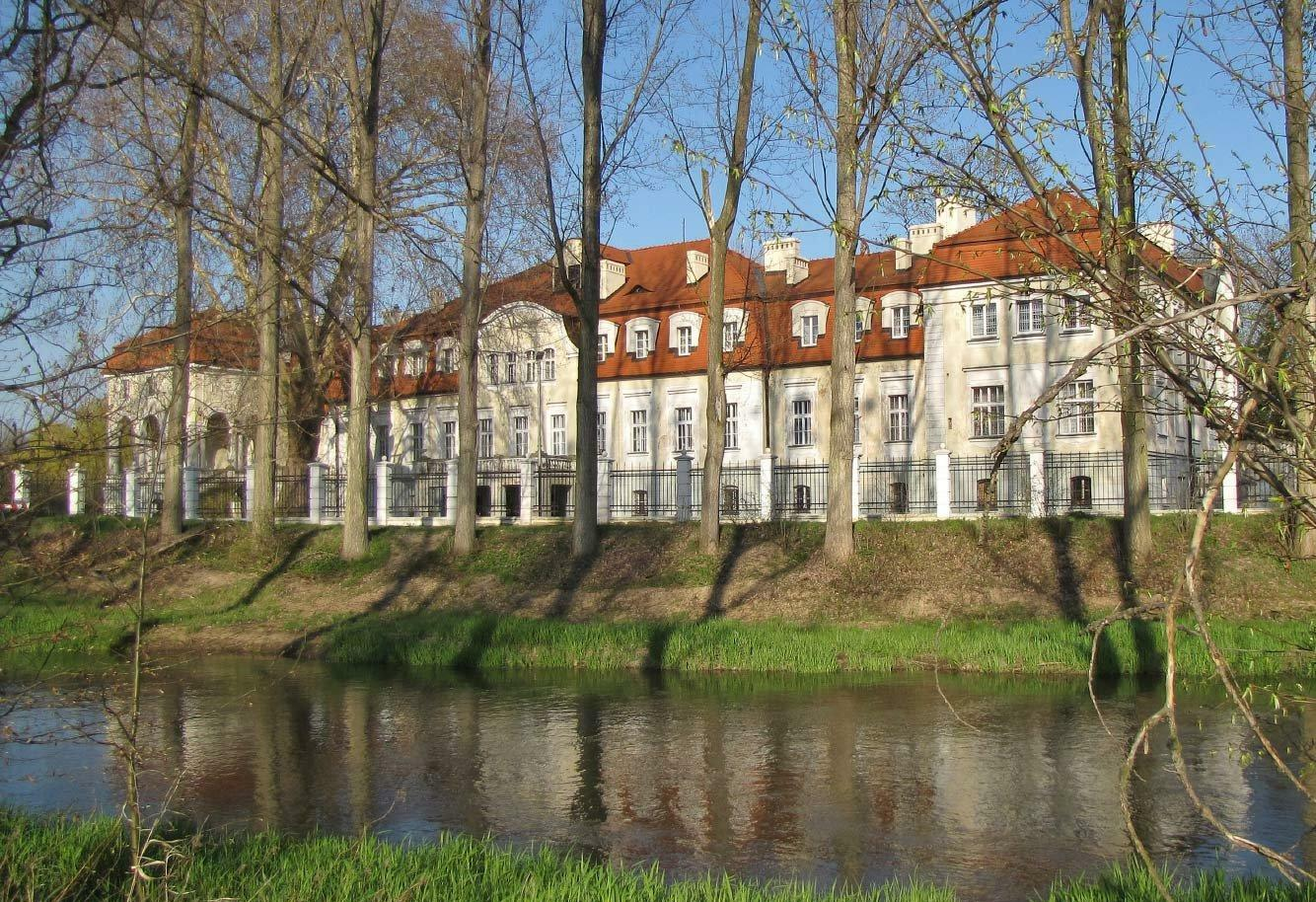
Schloss Sadewitz

Der Ort wurde 1342 als „Sadowicz“ und 1360 als „Zadewicz“ erwähnt. Politisch gehörte es zum Herzogtum Breslau, das von den schlesischen Piasten regiert wurde und nach dem Tod des Breslauer Herzogs Heinrich VI. 1335 als erledigtes Lehen an die Krone Böhmen fiel. Nach dem Ersten Schlesischen Krieg wurde Sadewitz mit dem größten Teil Schlesiens 1741/42 von Preußen annektiert. Besitzer war  ein Freiherr von Saurma, darauf 1845 der Landschaftsdirektor Graf von Stosch auf Manze. Damals zählte das Dorf 49 Häuser, ein Schloss, ein Vorwerk, ein Oberförsterei-Gehöft, 351 Einwohner (109 katholisch und der Rest evangelisch), eine evangelische Schule mit einem Lehrer (eingeschult: Groß- und Klein-Schottgau), evangelische Kirche zu Kanth, katholische Kirche zu Schoßnitz, eine Wassermühle mit drei Einwohnern, sieben Handwerker und ein Wirtshaus. Sadewitz gehörte bis 1945 zum Landkreis Breslau. 1937 wurde Sadewitz in „Schill“ umbenannt. Als Folge des Zweiten Weltkriegs fiel es 1945 an Polen und wurde in Sadowice umbenannt. Die deutsche Bevölkerung wurde – soweit sie nicht vorher geflohen war – 1946/47 vertrieben. Die neu angesiedelten Bewohner waren zum Teil Vertriebene aus Ostpolen, das an die Sowjetunion gefallen war. Von 1975 bis 1998 gehörte Sadowice zur Woiwodschaft Breslau.

## Sehenswürdigkeiten
- Schloss Sadewitz[2]

## Persönlichkeiten
- Gustav von Johnston (1869–1933), deutscher Rittergutsbesitzer und Hofbeamter